# (38734) 2000 QC143
2000 QC143 (asteroide 38734) é um asteroide da cintura principal. Possui uma excentricidade de 0.15127900 e uma inclinação de 3.21952º.
Este asteroide foi descoberto no dia 31 de agosto de 2000 por LINEAR em Socorro.